# Subarchaeopacha alberici
Subarchaeopacha alberici is een vlinder uit de familie van de Metarbelidae. De wetenschappelijke naam van de soort is voor het eerst gepubliceerd in 1945 door Abel Dufrane.
Deze soort komt voor in Congo-Kinshasa.